# Міст Інків
Міст І́нків (ісп. Puente del Inca) — пам'ятка природи в аргентинській провінції Мендоса поблизу селища Пуенте-дель-Інка на кордоні з Чилі, природне геологічне утворення у формі арки над річкою Лас-Куевас, складене з величезних валунів золотистого кольору.

## Опис
Міст Інків знаходиться у Андах на висоті 2719 м над рівнем моря між горами Бандеріта-Норте і Бандеріта-Сур у департаменті Лас-Ерас на північному заході провінції Мендоса поблизу кордону з Чилі. Він розташований біля в'їзду до провінційного парку Аконкагуа на одному з маршрутів сходження на гору Аконкагуа.
Міст Інків є природним геоморфологічним утворенням у формі арки на висоті 27 м над річкою Лас-Куевас. Довжина арки 48 м, ширина — 28 м, товщина — 8 м. З арки звисають декілька сталактитів. Арка сформувалася у результаті водної ерозії. Своїм жовтогарячим забарвленням арка завдячує термальним водам з високим вмістом заліза і сірки.
Міст Інків сформувався у період міоцену (23,5—5,3 млн років тому).
На правому березі річки Лас-Куевас поблизу Мосту Інків знаходяться п'ять термальних джерел з температурою води від 33 °C до 38°C. Вони носять назви Венера, Марс, Сатурн, Меркурій і Шампань. Термальні води багаті на хлорид натрію, солі лужних металів, гідрокарбонати, сульфіди, миш'як.

## Історія

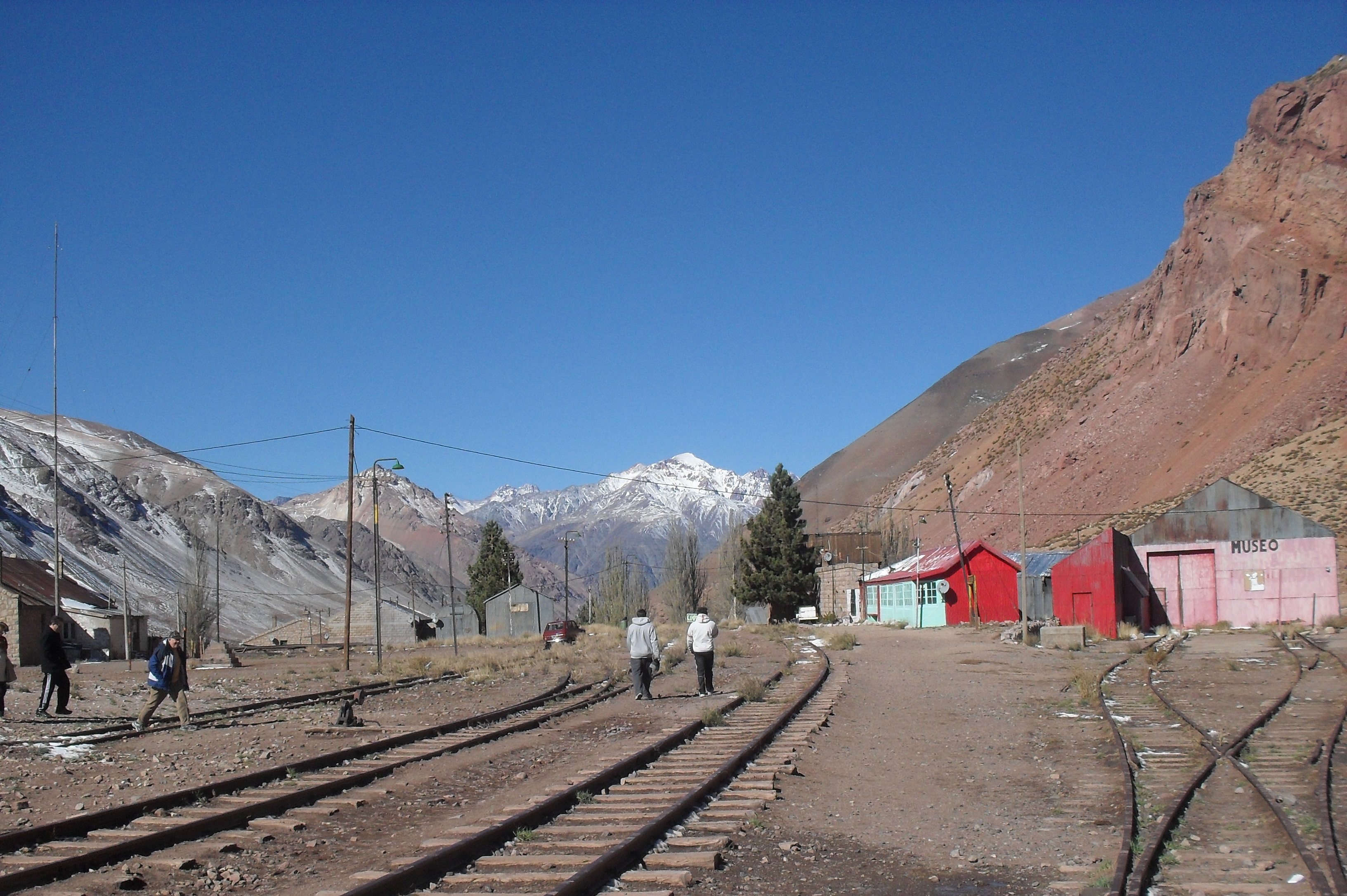
Залізнична станція

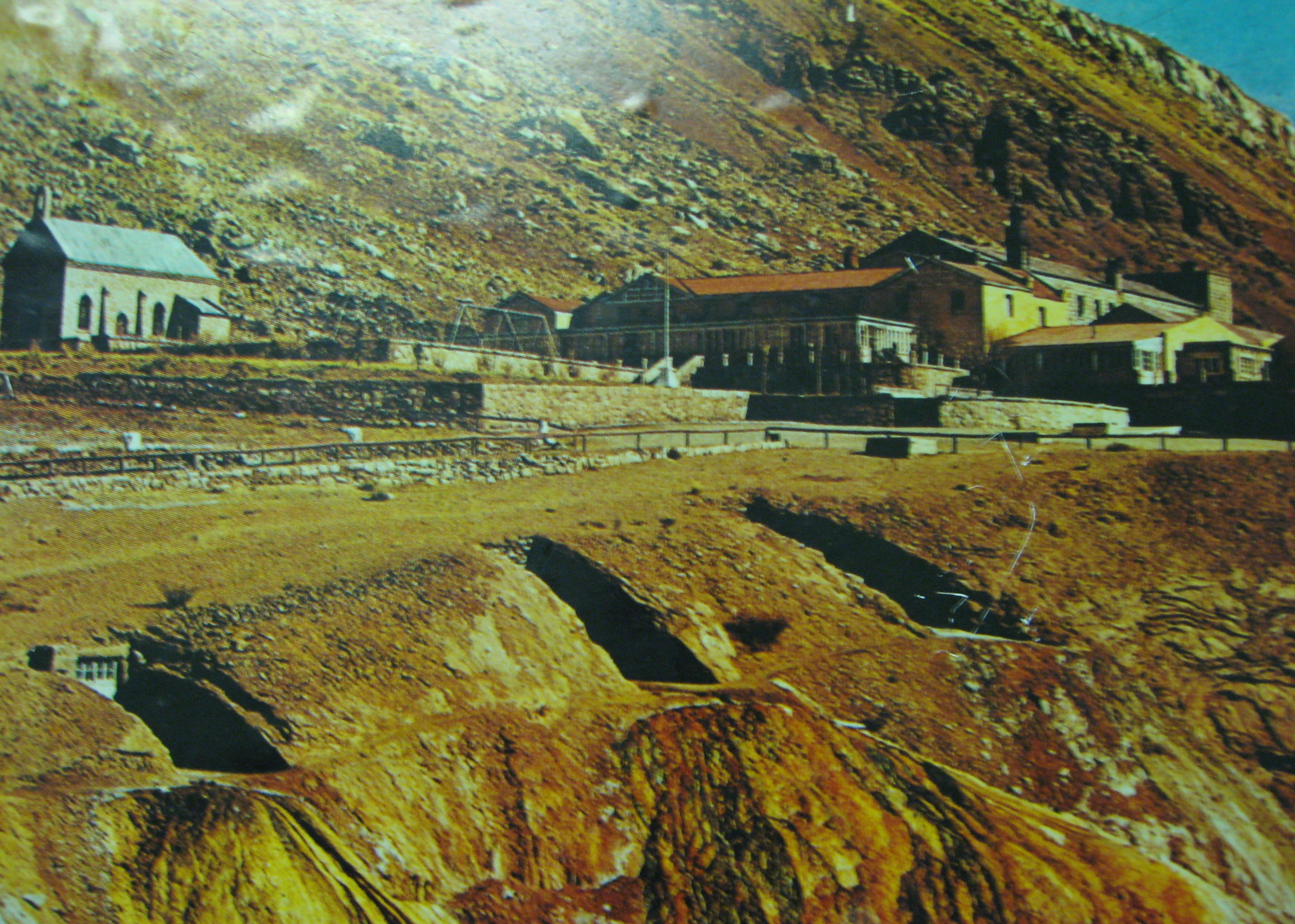
Готель у часи функціонування

У березні 1835 року Міст Інків відвідав англійський натураліст Чарльз Дарвін під час своєї навколосвітньої подорожі. Він зробив замальовки мосту і сталактитів. Також місцевість відвідували Френсіс Бонд Хед і Йоганн Моріц Ругендас.
1925 року поблизу Мосту Інків було збудовано великий термальний курорт, готель і спа під назвою «Termas del Inca». Кожна кімната готелю мала власну термальну купальню. Термальні води використовувалися для лікування деяких хвороб, зокрема шкірних і ревматизму, оскільки вважалися цілющими. Поблизу курорту було збудовано станцію Трансандійської залізниці, якою користувалися туристи, що прибували на курорт. 15 серпня 1965 року готельний комплекс був знищений лавиною разом з відвідувачами, які перебували усередині. Згодом станція також була покинута і пізніше перетворена на музей альпінізму.
Оскільки Міст Інків розташований на одному з популярних маршрутів сходження на гору Аконкагуа, впродовж десятиліть він страждав від туристів, які розбирали каміння, з якого він складається, на сувеніри. Будівництво готелю і комунікацій для нього, а також використання мосту як автомобільної дороги теж сприяли його руйнуванню. Щоб вплинути на цю ситуацію, місцева влада була змушена надати йому природоохоронний статус.
Декретом № 2291 від 1991 року було створено недоторкану зону Міст Інків. Провінційним законом № 7465 від 7 грудня 2005 року Міст Інків було названо пам'яткою природи провінційного рівня і встановлено межі цієї природоохоронної території. Декретом № 283 від 2002 року було встановлено, що пам'ятка підпорядковується Управлінню відновлюваних природних ресурсів провінції Мендоса.
2005 року було закрито доступ відвідувачів до термальних джерел через загрозу обвалу, а згодом заборонено заходити і на сам міст. Також було проведено роботи з укріплення Мосту Інків і захисту його від подальшого руйнування.

## Клімат
Міст Інків знаходиться на високогір'ї у зоні холодного семіаридного клімату (BSk за класифікацією Кеппена).
| Клімат Міст Інків                                                           | Клімат Міст Інків | Клімат Міст Інків | Клімат Міст Інків | Клімат Міст Інків | Клімат Міст Інків | Клімат Міст Інків | Клімат Міст Інків | Клімат Міст Інків | Клімат Міст Інків | Клімат Міст Інків | Клімат Міст Інків | Клімат Міст Інків | Клімат Міст Інків |
| Показник                                                                    | Січ.              | Лют.              | Бер.              | Квіт.             | Трав.             | Черв.             | Лип.              | Серп.             | Вер.              | Жовт.             | Лист.             | Груд.             | Рік               |
| Абсолютний максимум, °C                                                     | 30,0              | 28,0              | 25,0              | 23,5              | 21,0              | 21,0              | 18,5              | 17,5              | 21,0              | 24,0              | 25,5              | 26,0              | 30,0              |
| Середній максимум, °C                                                       | 20,7              | 19,8              | 18,0              | 15,0              | 10,2              | 5,7               | 4,9               | 6,1               | 9,1               | 11,5              | 15,4              | 18,5              | 12,9              |
| Середня температура, °C                                                     | 14,3              | 13,0              | 10,9              | 8,0               | 4,6               | 0,8               | −0,7              | 0,6               | 3,0               | 5,7               | 9,7               | 12,7              | 6,9               |
| Середній мінімум, °C                                                        | 6,8               | 5,8               | 3,3               | 1,2               | −0,9              | −3,8              | −6                | −4,7              | −2,9              | −0,7              | 2,6               | 4,8               | 0,5               |
| Абсолютний мінімум, °C                                                      | −8,7              | −10,2             | −11,8             | −15               | −13,7             | −10,6             | −10,7             | −11,5             | −12,6             | −12,4             | −11,7             | −9,7              | −15               |
| Середня кількість сонячних годин на місяць                                  | 310,0             | 296,6             | 279,0             | 252,0             | 186,0             | 144,0             | 148,8             | 192,2             | 222,0             | 254,2             | 279,0             | 294,5             | 2858,3            |
| Норма опадів, мм                                                            | 4                 | 2                 | 2                 | 8                 | 55                | 114               | 52                | 33                | 22                | 23                | 4                 | 1                 | 320               |
| Днів з опадами                                                              | 2                 | 2                 | 1                 | 2                 | 7                 | 9                 | 7                 | 6                 | 4                 | 4                 | 2                 | 2                 | 48                |
| Днів зі снігом                                                              | 0,4               | 0                 | 0,4               | 1                 | 3                 | 7                 | 6                 | 5                 | 4                 | 3                 | 2                 | 0,7               | 32,5              |
| Вологість повітря, %                                                        | 26                | 26                | 25                | 27                | 37                | 50                | 45                | 45                | 41                | 34                | 26                | 24                | 34                |
| --------------------------------------------------------------------------- | ----------------- | ----------------- | ----------------- | ----------------- | ----------------- | ----------------- | ----------------- | ----------------- | ----------------- | ----------------- | ----------------- | ----------------- | ----------------- |
| Джерело: Servicio Meteorologico Nacional, UNLP (сонце, екстремумуми і сніг) |                   |                   |                   |                   |                   |                   |                   |                   |                   |                   |                   |                   |                   |

## Флора і фауна
Типовими представниками флори цієї природохоронної території є Adesmia aegiceras, Adesmia pinifolia, Azorella monanthos, Calceolaria luxurians, Acaena splendens, Stipa vaginata.
Поблизу Мосту Інків гніздиться кондор андійський, зустрічаються такі птахи як папуга гірський, каракара андійська, вівсянчик чилійський, трясохвіст смугастокрилий, посвірж великий, горличка болівійська, бруант рудошиїй, гохо білохвостий, агуя. Місцевим ендеміком є вид скорпіонів Orobothriurus alticola.

## Галерея

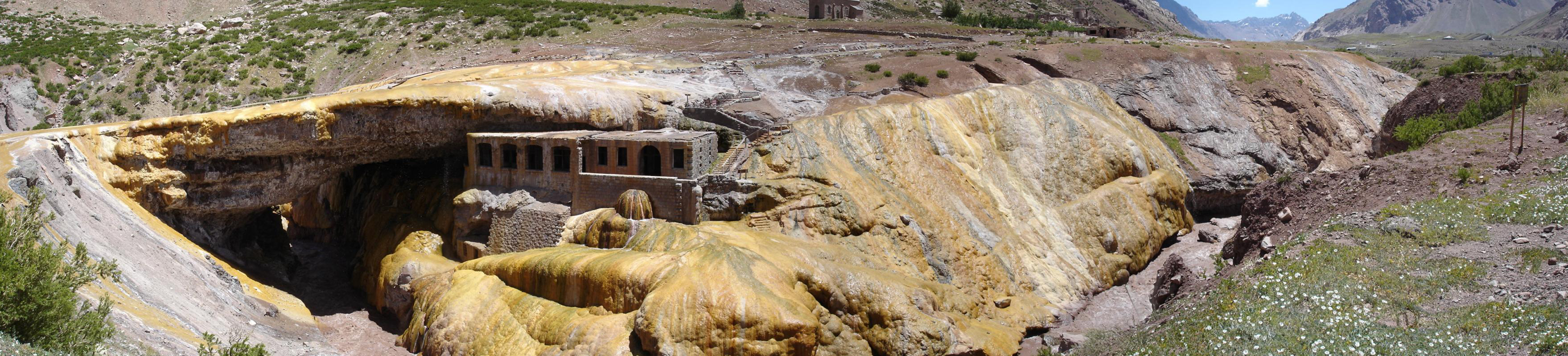
Панорама
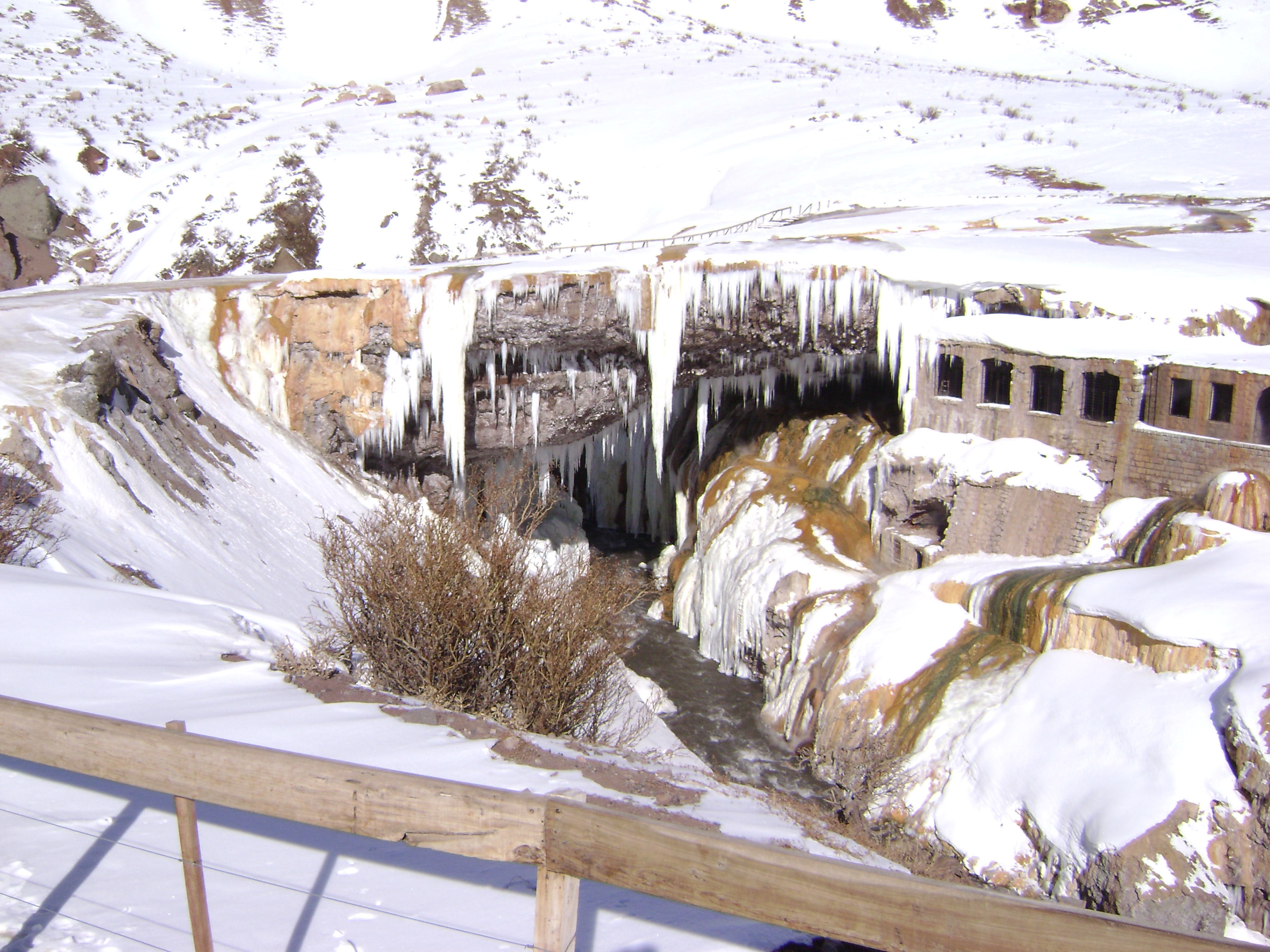
Міст Інків взимку
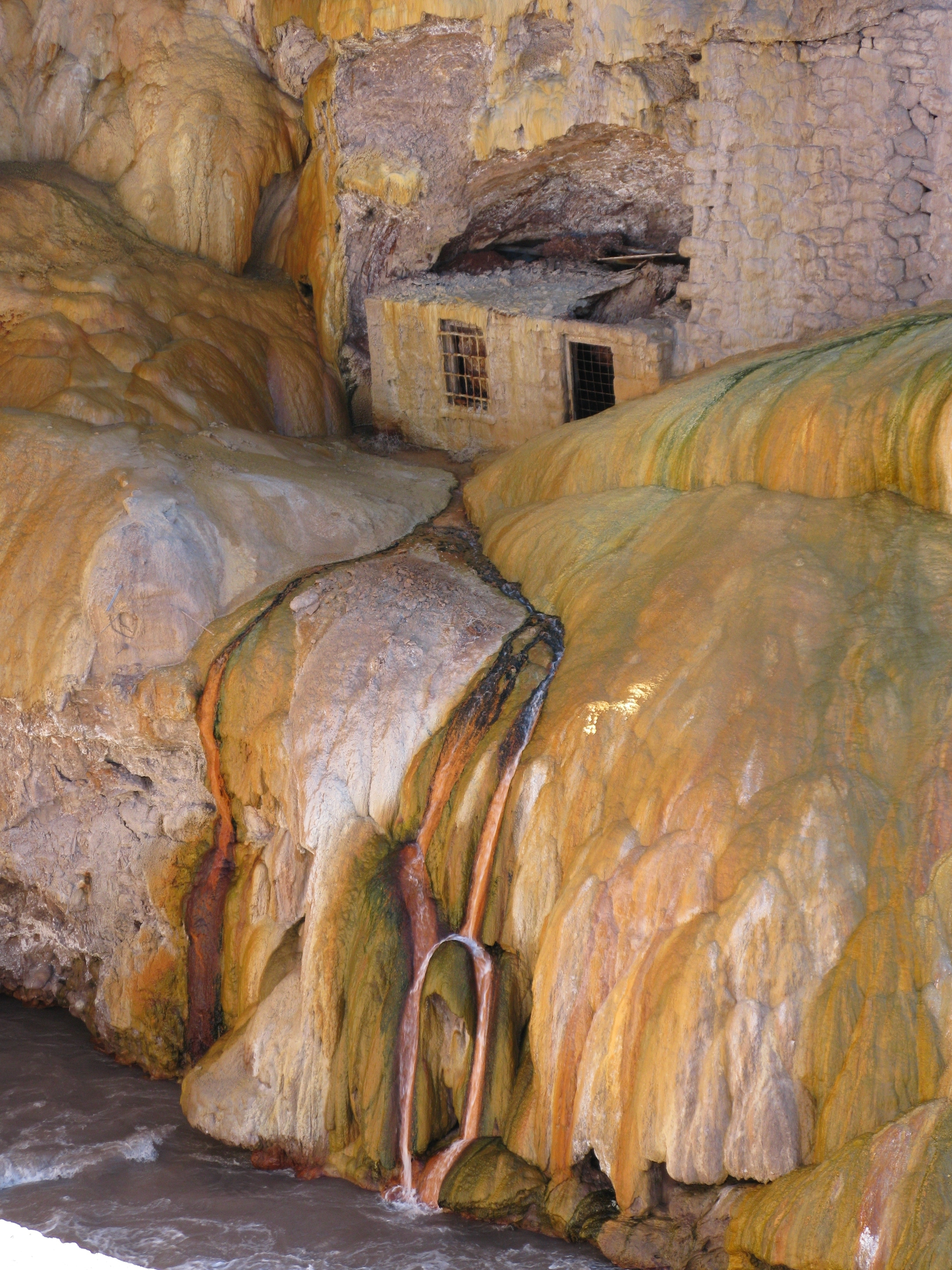
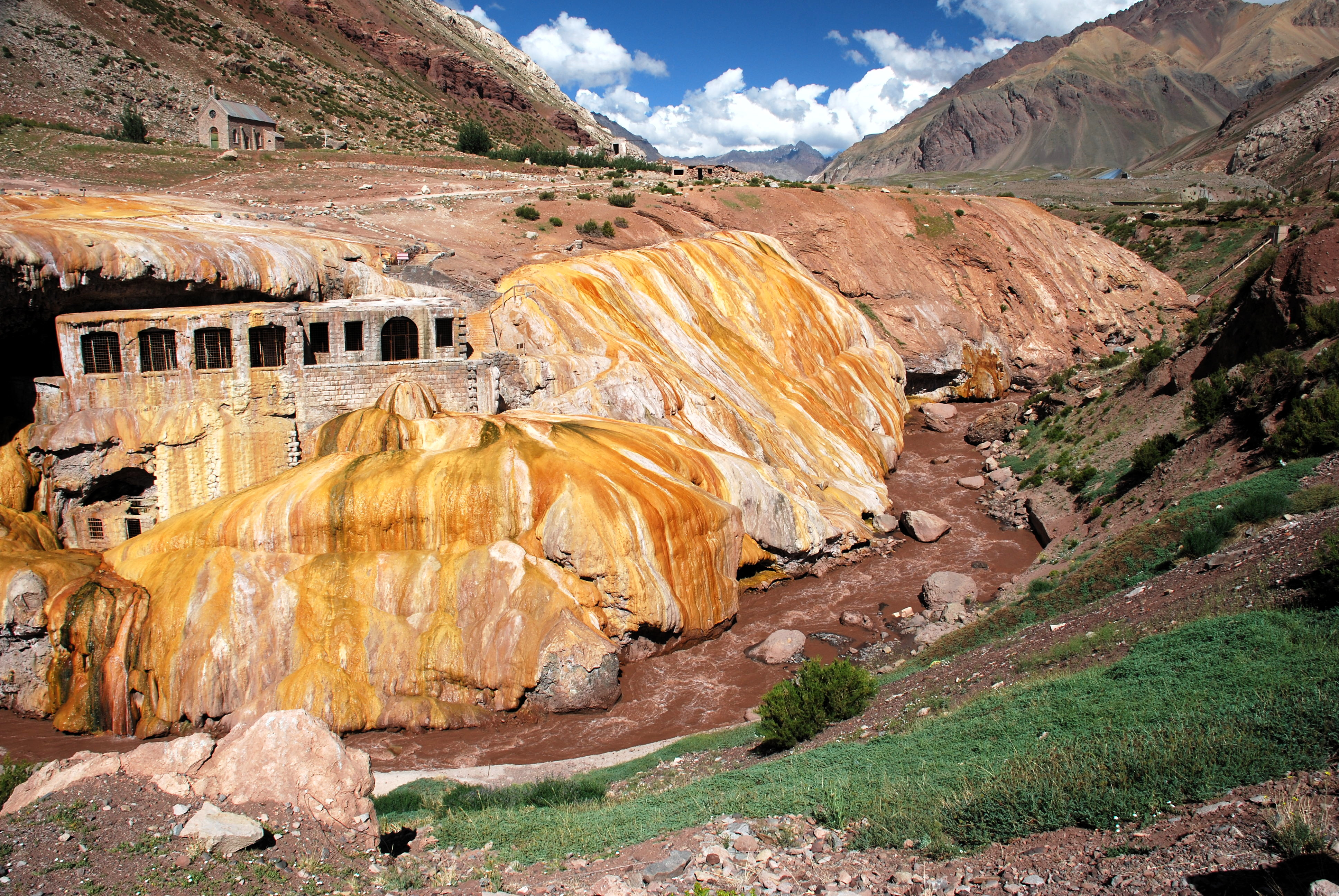
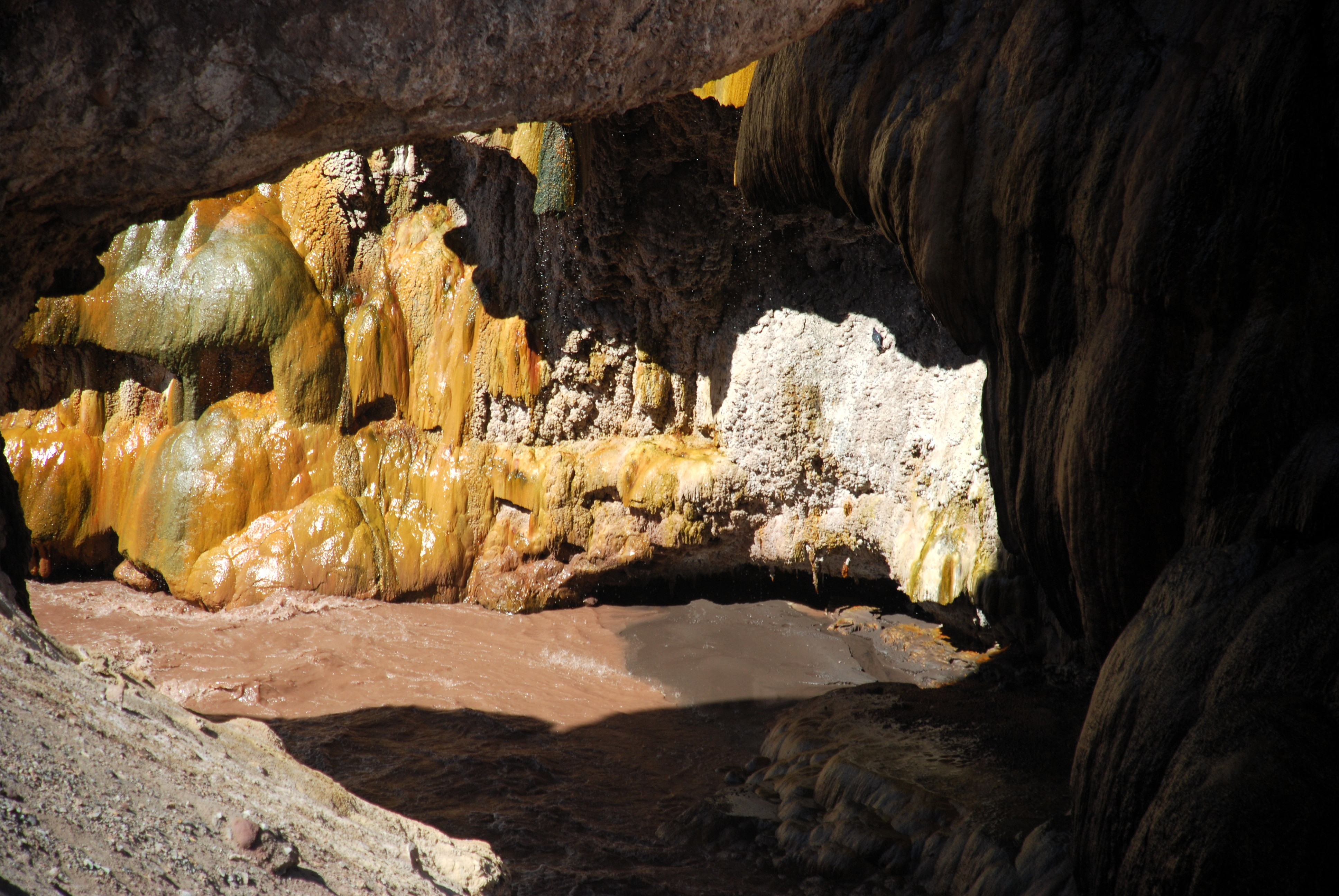
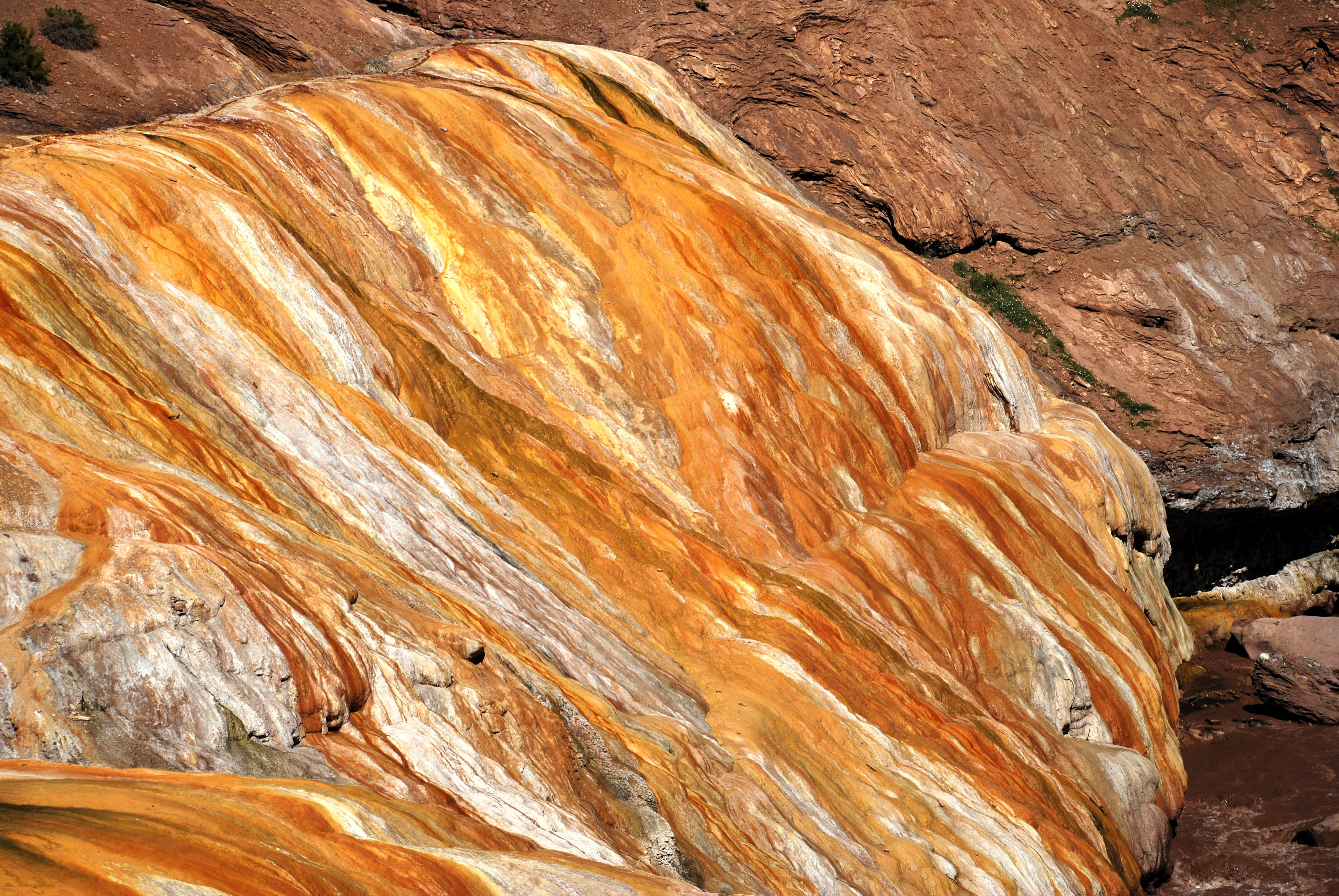
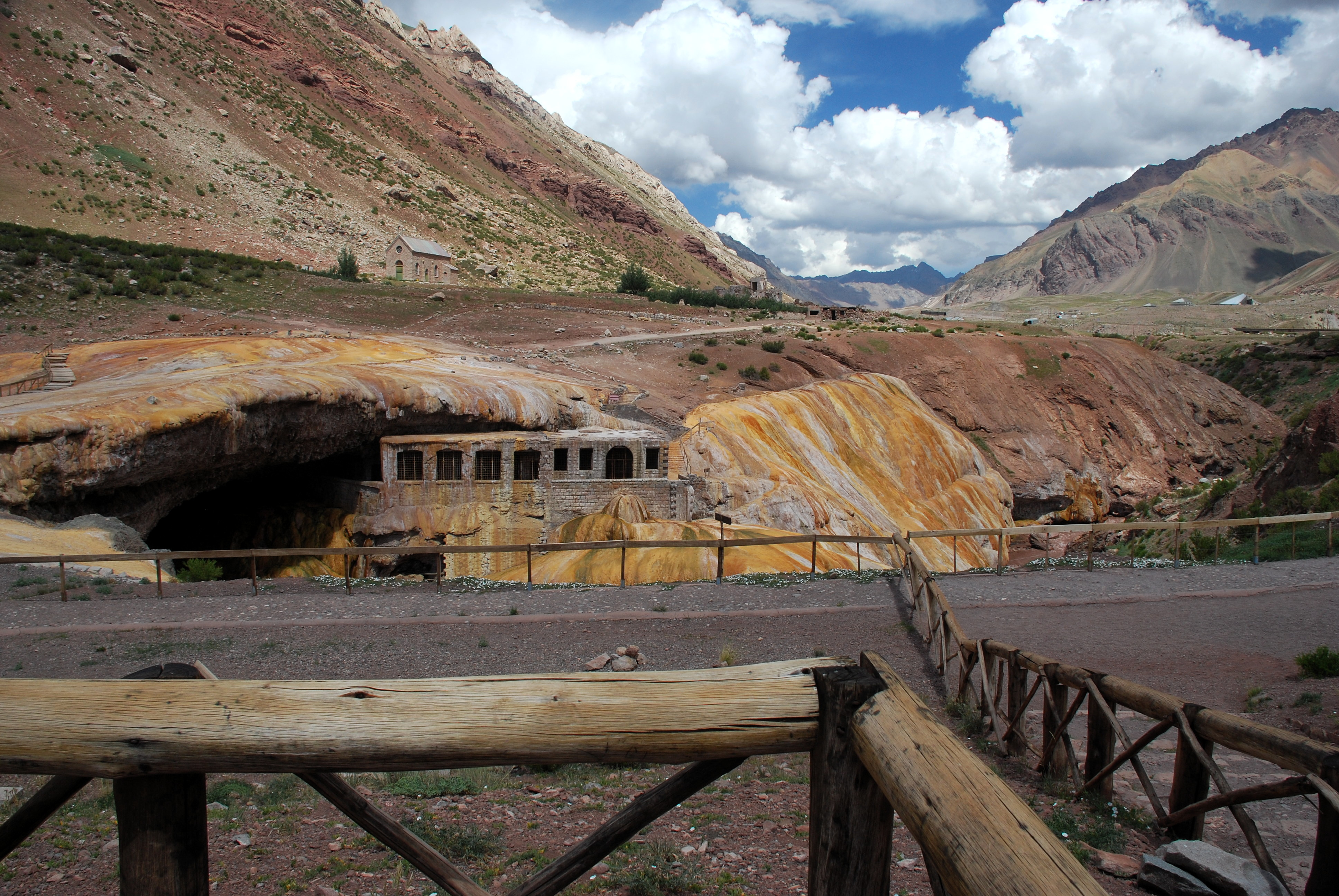
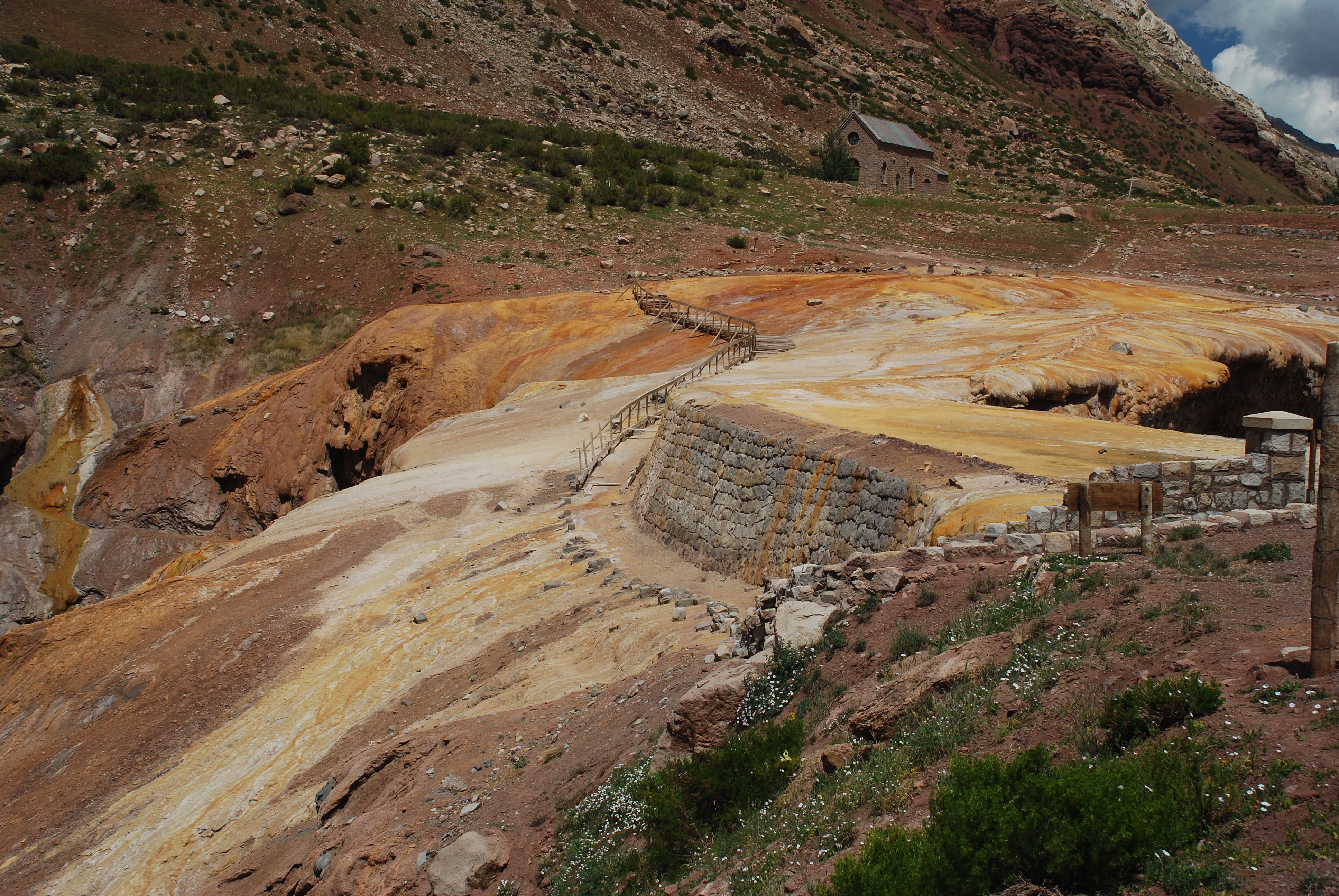
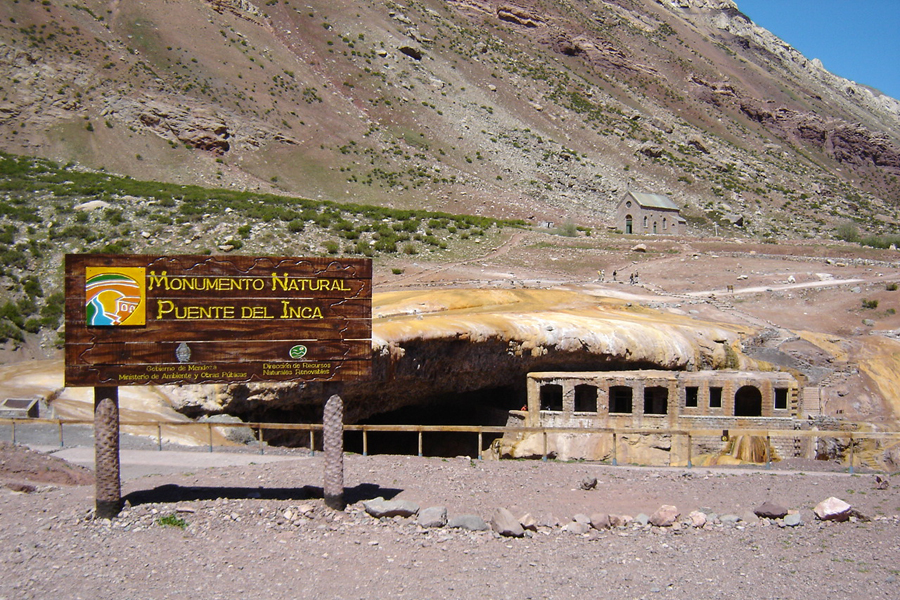
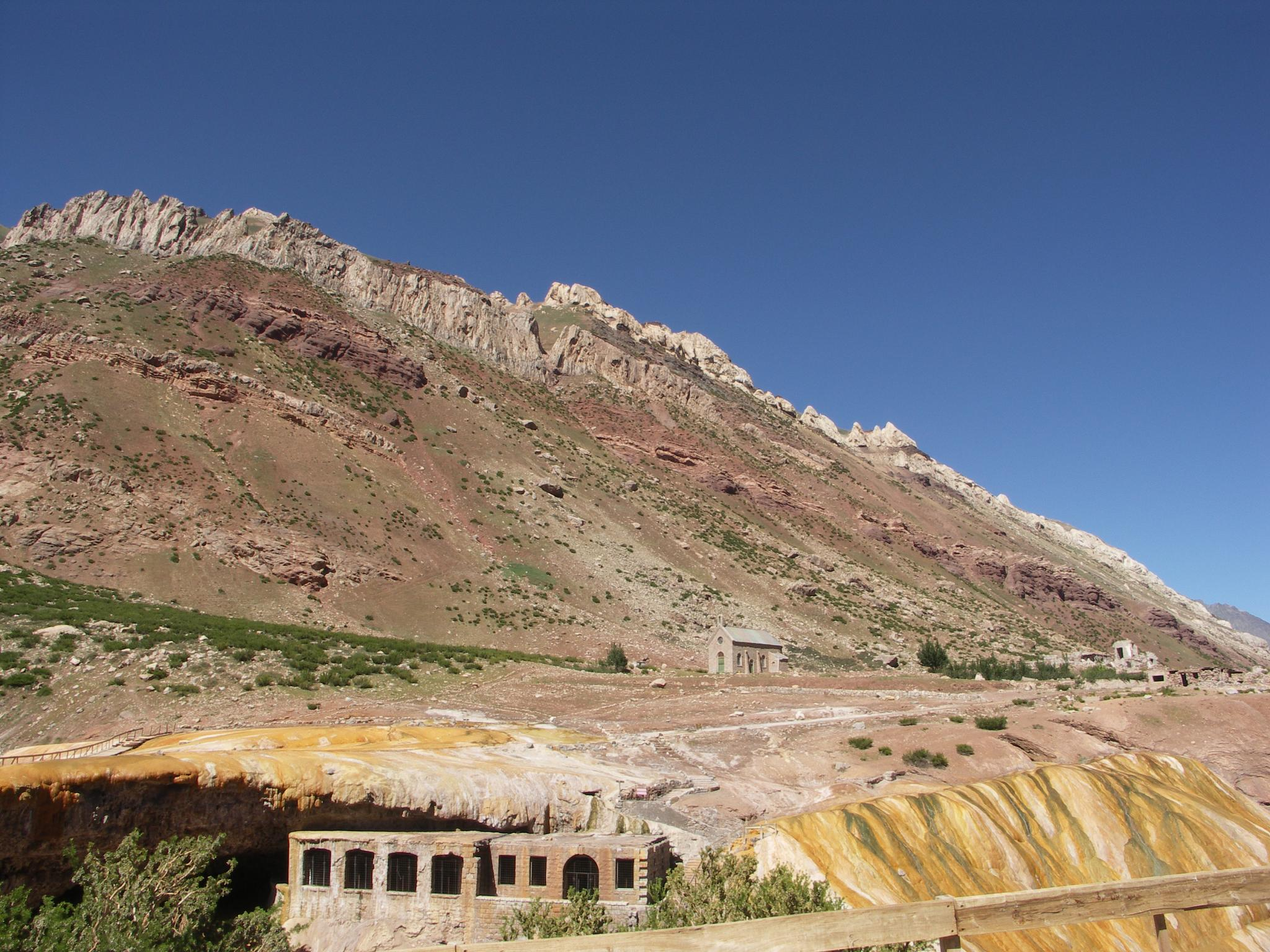
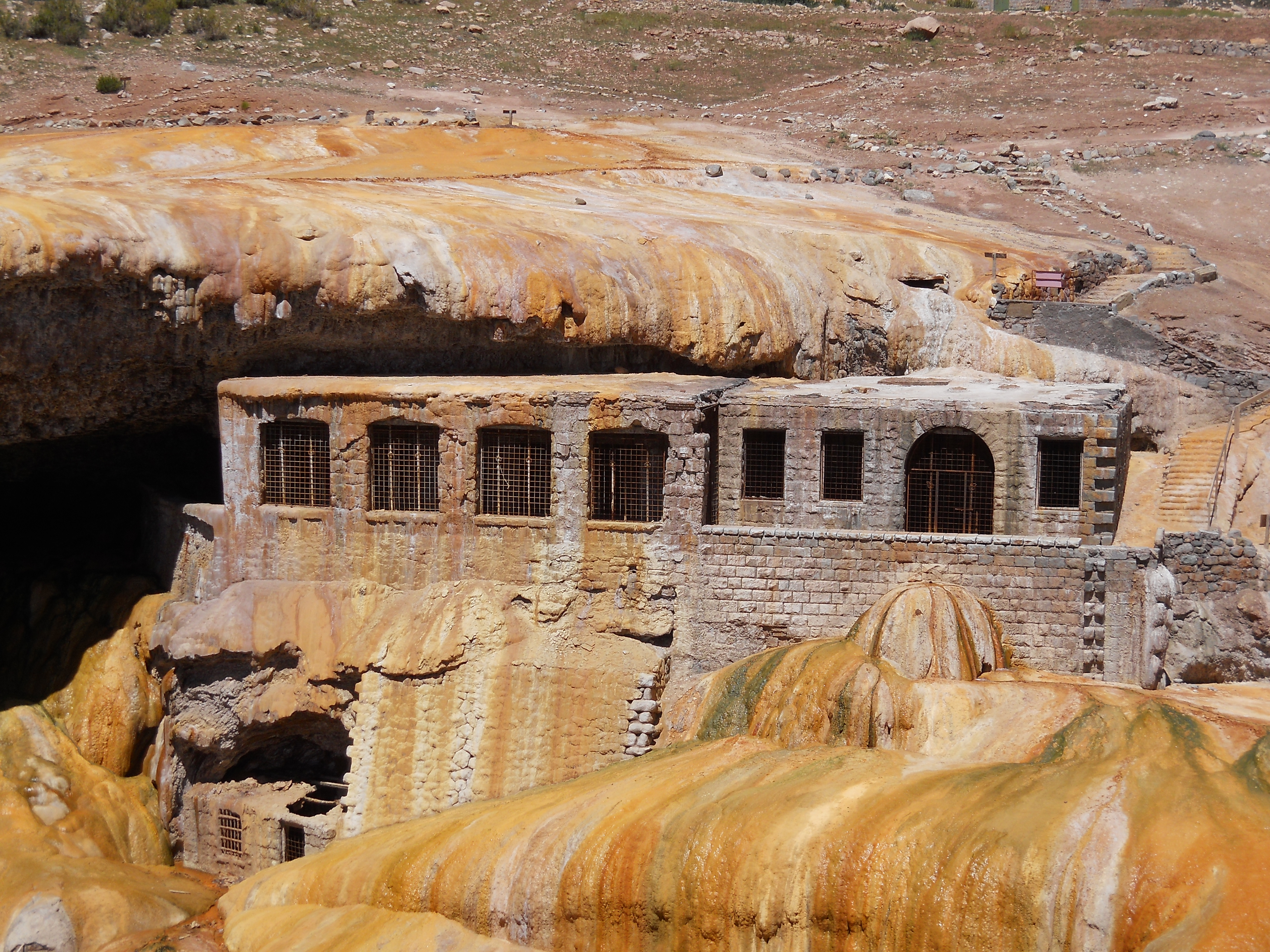